# Ataque a la fragata Nictheroy
El ataque a la fragata Nictheroy fue una audaz acción realizada el 10 y 11 de abril de 1826 por la escuadra argentina al mando de Guillermo Brown en el marco de la Guerra del Brasil.

## Historia
Tras el Ataque a la Colonia del Sacramento (1826) del 26 de febrero y la acción nocturna del 1 al 2 de marzo de 1826, que había ocasionado 52 muertos, 73 heridos graves, 80 prisioneros y la pérdida de un bergantín y tres cañoneras, el 13 de marzo Brown dejó por órdenes del gobierno las aguas de Colonia del Sacramento y regresó a Buenos Aires.
Pese a las duras pérdidas y a lo exiguo de sus recursos, Brown reinició rápidamente una estrategia ofensiva sobre las superiores fuerzas brasileras, esta vez sobre la base misma del imperio, la plaza de Montevideo. Por una corbeta mercante apresada sobre el banco Ortiz, Brown se enteró de que la fragata Nictheroy (o Niterói), nave insignia del almirante James Norton, de 42 cañones, se hallaba surta en Montevideo, por lo que en abril resolvió intentar su captura. Alistó a esos efectos la 25 de Mayo (insignia), y los bergantines Congreso Nacional, República Argentina, General Balcarce (Nicolás Jorge) y el nuevo Independencia (Guillermo Bathurst) y la Sarandí (José María Pinedo).
El 9 de abril dejó el fondeadero y una vez traspasadas balizas exteriores dividió sus fuerzas en dos divisiones, la primera con el Balcarce, Independencia y la Sarandí partió rumbo a Colonia, mientras que la segunda al mando de Brown y compuesta por la 25 de Mayo, el Congreso y el República ponía rumbo este a través del banco Ortíz. 

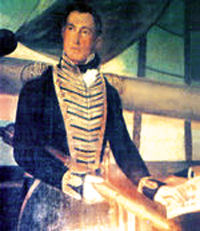
Brown (óleo de F.Goulu, 1825).

El 10 de abril Brown capturó cerca de Montevideo a la goleta Isabela María (5 cañones). En la mañana del 11 la 25 de Mayo se aproximó al puerto con bandera francesa. Tras comprobar que la Nictheroy se encontraba allí, Brown se puso al pairo cerca de la fragata inglesa HMS Doris e inició su aproximación a la nave imperial. A las 12:30, al comprobar que una lancha se dirigía hacia él, Brown izó la bandera argentina y se lanzó sobre la brasilera, que reconociendo a su adversario izó bandera roja y disparó dos cañonazos para advertir al apostadero, que inmediatamente envió una flotilla de cañoneras reforzadas con la tripulación del Caboclo que se encontraba en reparaciones y al frente de las cuales se puso el comandante de dicha nave, capitán de corbeta John Pascoe Grenfell, mientras las goletas Conceição (subteniente Thomas Thompson), Itaparica (subteniente Leal Ferreira) y Maria Theresa (teniente Martius Boldt) izaban velas para unirse a la lucha. 
Ante la pérdida de la sorpresa, necesaria para un golpe de mano como el planeado, y reuniéndose con rapidez fuerzas muy superiores, Brown puso rumbo fuera de la bahía e hizo señales a sus buques de reunirse. Aprovechando el viento del nordeste, puso rumbo sur perseguido por la flota brasilera encabezada por la Nictheroy que sumaba a su tripulación la del Caboclo.
El plan de Brown, puesto en práctica con éxito en numerosas ocasiones, era separar a la fragata de sus consortes para volver al ataque sobre el enemigo dividido, pero esta vez la división brasilera se mantuvo unida y a las 14:50, a unas seis millas del Cerro, ambas divisiones estuvieron al alcance de los cañones largos de 16 y 9 libras de la Nictheroy y de la 25 de Mayo, iniciándose un intercambio de fuego al que pronto se sumaron las restantes naves y que se prolongó por tres horas mientras ambos contendientes mantenían rumbos paralelos, alejándose del puerto hacia el O.S.O., y hasta que la noche separó a los combatientes.
La Nictheroy sufrió daños en sus aparejos y según el parte oficial tuvo 5 muertos y 5 heridos. La 25 de Mayo sufrió también daños en sus aparejos y con el República tuvieron 9 muertos y 14 heridos.
Si bien el ataque no había logrado su objetivo principal, la escuadra argentina había demostrado que podía evitar el bloqueo, golpear en la base misma de sus enemigos en pleno día y que mantenía una plena capacidad ofensiva después de la acción de Colonia.
El 12 de abril fondeó en Buenos Aires y mientras efectuaba sus reparaciones planeó un nuevo ataque, esta vez nocturno, sobre la nave insignia enemiga, ataque que se llevaría a cabo en la madrugada del 27 y que por error se efectuaría contra la fragata Emperatriz.